# Ткачук, Андрей Николаевич (игрок в мини-футбол)
Андрей Николаевич Ткачук (13 августа 1974, Москва, СССР) — российский футболист, игрок в мини-футбол. Известен своими выступлениями за московские клубы КСМ-24 и «Дина», щёлковский «Спартак-Щёлково», а также за сборную России по мини-футболу.

## Биография
Воспитанник СДЮШОР «Спартак» Москва. В 1992 году играл за футбольный клуб «Трестар», после чего принял решение перейти в мини-футбол. Начинал в московском «Спартаке», затем перешёл в КСМ-24. Проведя в нём два сезона и выиграв Кубок Высшей лиги, Ткачук перешёл в ведущий клуб страны — московскую Дину. В нём он провёл пять сезонов, трижды став чемпионом России по мини-футболу, трижды взяв Кубок России, а также выиграв Турнир европейских чемпионов и Межконтинентальный Кубок. В 2002 году перешёл в «Спартак-Щёлково», где и провёл последние четыре сезона своей игровой карьеры. В составе подмосковного клуба стал обладателем ещё одного Кубка России.
Ткачук сыграл 40 матчей и забил 10 мячей за сборную России по мини-футболу. В её составе он стал чемпионом Европы по мини-футболу 1999 года, а также бронзовым призёром ЧЕ-2001.

## Достижения
- Чемпион Европы по мини-футболу 1999
- Бронзовый призёр чемпионата Европы по мини-футболу 2001
- Чемпион России по мини-футболу (3): 1997-98, 1998-99, 1999—2000
- Обладатель кубка России по мини-футболу (4): 1997, 1998, 1999, 2005
- Победитель турнира европейских чемпионов 1999
- Обладатель Межконтинентального Кубка 1997
- Обладатель Кубка Высшей Лиги 1997